# Rafael Ciani
Rafael Hobbs Ciani (Rio de Janeiro, 12 de setembro de 1992) é um ator brasileiro.
Sua carreira teve início quando da sua participação no programa infantil Teletubbies, transferindo-se depois para o programa Xuxa no Mundo da Imaginação, onde tinha um quadro em que interpretava um repórter investigativo, chamado TV Porque; além de participar de várias histórias do quadro do mesmo programa, do qual sairia um ano depois, sendo escolhido para fazer o personagem Kiko, onde conseguiu mostrar suas habilidades de cantor e pianista na novela Começar de Novo, de Antônio Calmon.
Após o término da novela fez participações em alguns programas como Malhação e Sob nova direção, fazendo também o filme de aventura infantil: Os Porralokinhas. Retornou a televisão após o término do filme, com participações em Bang Bang e Um Menino Muito Maluquinho (TVE), além de ter feito em Cobras & Lagartos o papel de Geléia, em 2006. Posteriormente fez o papel de Toninho em Três Irmãs.
Rafael deixou a carreira de ator e fundou uma empresa de filmagens, a Perfilme Produções.

## Filmografia

### Trabalhos na televisão
| Ano  | Título                     | Personagem                      | Notas                      |
| ---- | -------------------------- | ------------------------------- | -------------------------- |
| 2009 | TV Globinho                | Apresentador                    |                            |
| 2008 | Três Irmãs                 | Toninho                         |                            |
| 2008 | Casos e Acasos             | Neto de Aristides               |                            |
| 2007 | Conexão Xuxa               | Repórter                        |                            |
| 2007 | Sete Pecados               | Danilo                          |                            |
| 2006 | Cobras & Lagartos          | Geléia (Geraldo Salgado Munhoz) |                            |
| 2006 | Um Menino Muito Maluquinho | Molecão                         | Episódio: "Meu Pior Amigo" |
| 2005 | Malhação                   | —                               | Participação               |
| 2005 | Bang Bang                  | —                               | Participação               |
| 2004 | Começar de Novo            | Kiko                            |                            |

### Trabalhos no cinema
| Ano  | Título           | Personagem                             | Notas |
| ---- | ---------------- | -------------------------------------- | ----- |
| 2007 | Os Porralokinhas | Osvaldo Henrique dos Santos (Macarrão) |       |

## Prêmios e Indicações
| Ano  | Categoria                  | Festival        | Trabalho          | Notas  |
| ---- | -------------------------- | --------------- | ----------------- | ------ |
| 2007 | Melhor Ator ou Atriz Mirim | Melhores do Ano | Cobras & Lagartos | Venceu |